# شهرستان اسکس (نیویورک)
شهرستان اسکس (به انگلیسی: Essex) واقع در ایالت نیویورک است. جمعیت این شهرستان بر اساس سرشماری سال ۲۰۱۰ آمریکا ۳۹۳۷۰ نفر گزارش شده‌است. مرکز شهرستان اسکس شهر نورث البا است.این شهرستان در سال ۱۷۹۹ بنیانگذاری شده‌است. نام این شهرستان برگرفته از نام شهر اسکس در انگلستان است.